# Melora Creager
Melora Creager, nacida Melora Mather, (Kansas City, Misuri, 25 de marzo de 1966) es una violonchelista, cantautora, cantante y diseñadora estadounidense, fundadora del grupo de violonchelo de rock gótico Rasputina.

## Trayectoria
Creager nació en Kansas City, Estados Unidos, el 25 de marzo de 1966. Comenzó a tocar el piano a los 5 años de edad y el violonchelo a los 9. Estudió en la Parsons The New School for Design de Nueva York. Es madre de dos hijas, Hollis y Hiedra.
A finales de 1980, Creager tocó con la banda de rock indie de Nueva York Ultra Vivid Scene. En 1989, Creager fundó el grupo de chelo alternativo Rasputina publicando un anuncio en la Village Voice que decía "se buscan chelista eléctricos". La chelista/compositora Julia Kent fue la primera en responder. Rasputina actuó en locales de la ciudad de Nueva York como CBGB Gallery, Brownie's y Fez antes de firmar con Columbia Records en 1996, discográfica con la que realizaron dos álbumes. Acompañada de miembros diferentes, Creager grabó hasta nueve álbumes como Rasputina, además de realizar pequeños lanzamientos. Esto hizo que se convirtiera en la creadora e influencia de movimientos como el freak folk y el steampunk
Creager destaca por el uso de figuras y acontecimientos históricos en sus letras y temas. Sus inspiraciones incluyen el incendio de la fábrica Triangle Shirtwaist de Nueva York de 1911, Howard Hughes, Rose Kennedy, las víctimas de Josef Mengele, Emily Dickinson, Islas Pitcairn, condado de Columbia, Nueva York. Combinando historia y humor en forma de canciones y piezas de audio, Creager es también única en explorar la historia de las mujeres a través de la música pop.

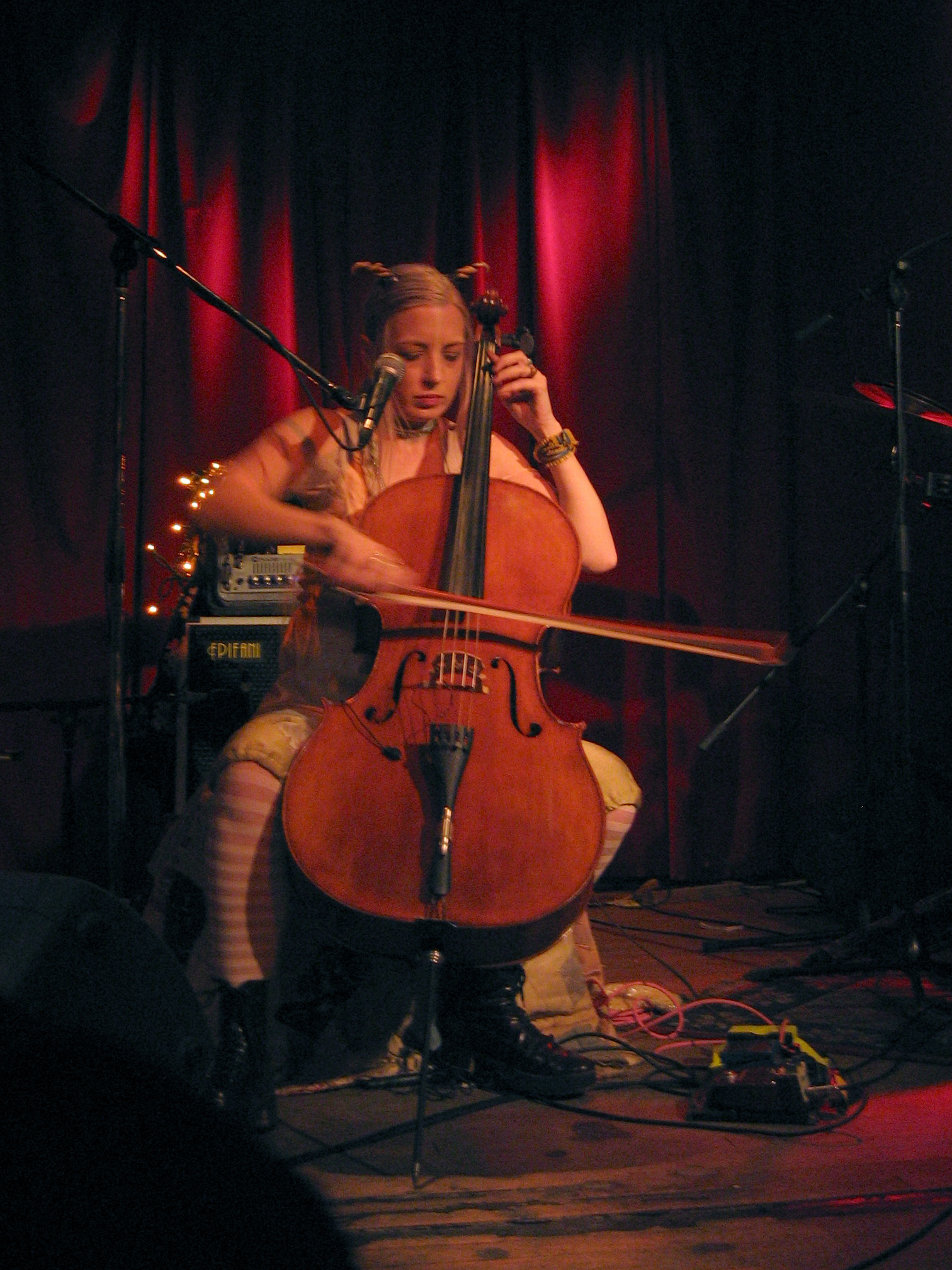
Melora Creager

### Colaboración con Nirvana
En 1994, Creager se convirtió en la chelista del grupo de música grunge Nirvana durante la etapa europea de la gira mundial In Utero, sustituyendo a Lori Goldston. Creager tocó con el grupo durante su tour en países como Portugal, Francia, España, Eslovenia, Italia y Alemania, incluyendo el último concierto de la banda de Kurt Cobain el 1 de marzo de 1994 en Munich.

### Trayectoria como diseñadora
Creager diseñó todas las portadas de los discos de Rasputina, excepto Lost & Found que fue diseñado por el artista Ryan Obermeyer e incluido en el 44º Congreso Anual de la Sociedad de Ilustradores de Nueva York. Creager también ha sido diseñadora de joyas. Entre 1988 y 1996, estuvo empleada por Erickson Beamon, creando joyas personalizadas para Anna Sui, Donna Karan, Barney's Nueva York, y la revista Vogue. También ha diseñado ocasionalmente invitaciones para desfiles de moda y camisetas. 

## Discografía
Álbumes en solitario
- Perplexions - Filthy Bonnet Recording Co., 2006
- Fa La La - Filthy Bonnet Recording Co., 2015

Con Rasputina
- Transylvanian Concubine/El Vaulted Eel, Lesson #6 - Oculus Records, 1993
- Tres (3) (promo) - 1994
- Thanks for the Ether - Columbia Records, 1996
- Tres Lil' Nothin es (promo) - 1996
- Transylvanian Regurgitations (EP) - Columbia Records, 1997
- How We Quit the Forest - Columbia Records, 1998
- The Olde HeadBoard (EP) - Columbia Records, 1998
- The Lost & Found (edición limitada EP autopublicada) - 2001
- Cabin Fever! - Instict Records, 2002
- My Fever Broke (EP) - nstict Records, 2002
- The Lost & Found (edición de segundo EP) - Instict Records, 2003
- Frustration Plantation - Instict Records, 2004
- A Radical Recital (vivo) - Filthy Bonnet Recording Co., 2005
- Oh Perilous World (#elepé de Vinilo, CD & edición Limitada CD) - Filthy Bonnet Recording Co., junio 26, 2007
- Repo!The Genetic Opera (Como parte de orquesta), 2008
- Melora a la Basílica (Edición Limitada en directo EP), 2008
- The Willow Tree Triptych (Edición Limitada EP), 2009
- Ancient Cross-Dressing Songs - Una grabación especial para Brooklyn (Edición Limitada EP), 2009
- Sister Kinderhook - Filthy Bonnet Recording Co., 2010
- Great American Gingerbread - Filthy Bonnet Recording Co., 2011

Con Nirvana
- With the Lights Out, aparece en la canción "Jesus Doesn't Want Me for a Sunbeam", 2004